# Kokpit (plachetnice)

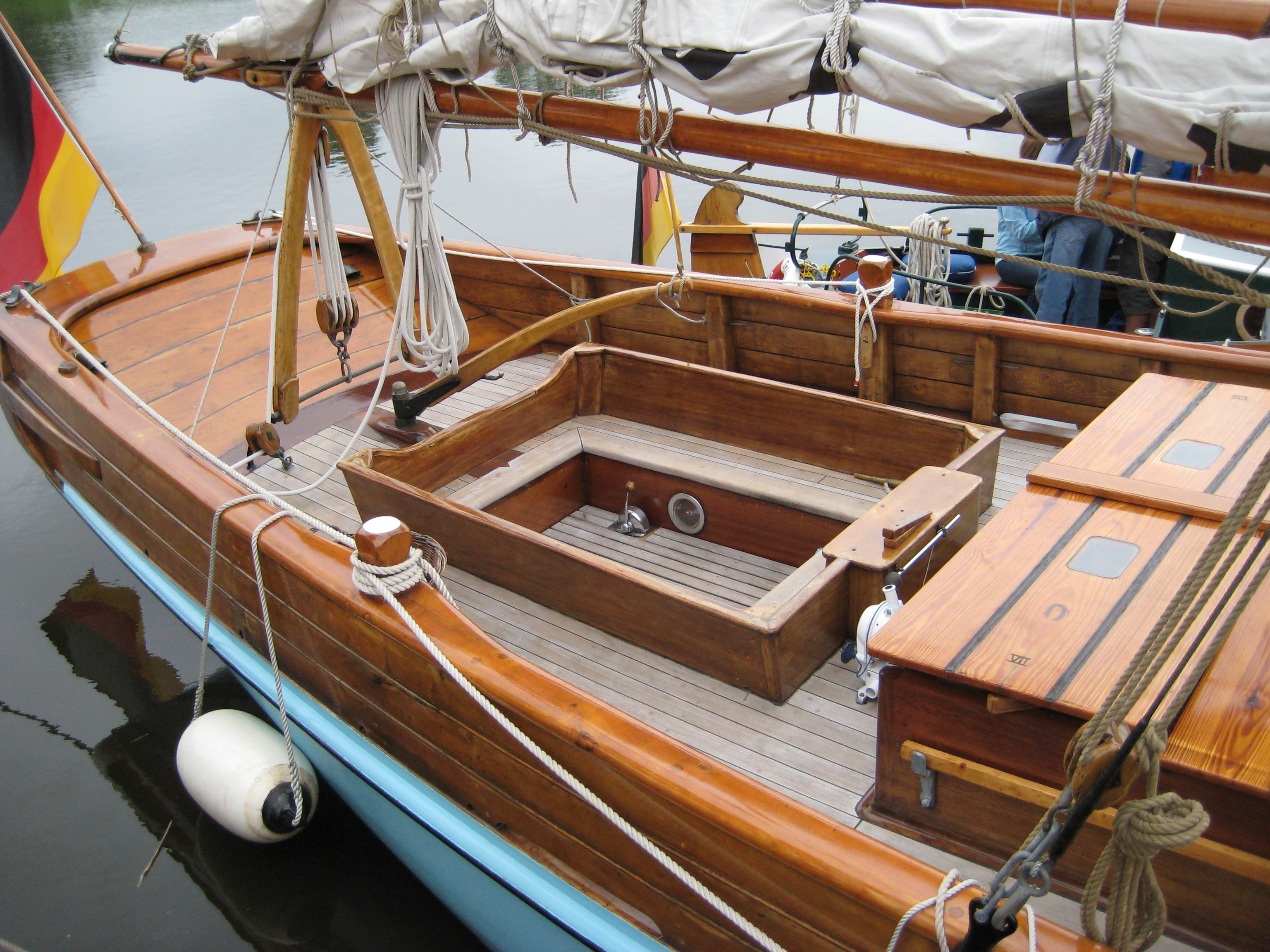
Kokpit malého plachetního člunu.

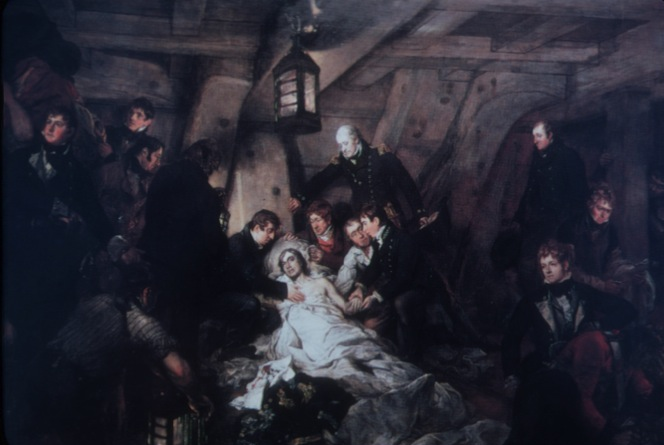
Smrt viceadmirála lorda Nelsona v kokpitu jeho vlajkové lodi HMS Victory během bitvy u Trafalgaru.

Jako kokpit (anglicky cockpit) byl Royal Navy původně označován vymezený prostor sloužící za stanoviště kormidelníka. To vedlo k tomu, že pojem je stále užíván k označení prostoru na palubě blízko zádě u menších plachetních plavidel, v němž je umístěno ovládání kormidla.
U pozdějších plachetních lodí s více palubami tento prostor zůstal zachován, ale octnul se v podpalubí, obklopen kójemi sloužícími k ubytování námořních kadetů a pomocníků plavebního mistra. U válečných plachetních lodí sloužil jako stanoviště lodního chirurga a jeho asistentů během bitev.

## Ve fikci
V románové sérii Aubrey-Maturin Patricka O'Briana, odehrávající se na lodích Royal Navy během napolenských válek a války v roce 1812, kokpit hraje významnou úlohu, coby stanoviště chirurga Stephena Maturina během většiny bojových scén.